# Хомич Сергій Олександрович
Хомич Сергій Олександрович (7 вересня 1964 — †8 січня 1983) — радянський військовик, учасник афганської війни.

## Життєпис
Народився 7 вересня 1964 у робітничій сім'ї.
Після закінчення Люботинської загальноосвітньої школи І-ІІІ ступенів № 5 (1980) працював слюсарем на заводі Бермінводи.
Курс молодого бійця і гірську підготовку з жовтня 1982 року Сергій проходив у навчальному центрі на Північному Кавказі (м. Орджонікідзе). У листопаді 1982 був відправлений до Кандагару.
Останні листи додому були відправлені Сергієм 29 грудня 1982 року, а 31 грудня Сергій був тяжко поранений на бойовому посту. Помер від ран у шпиталі 8 січня 1983.

## Нагороди
- орден Червоної Зірки (посмертно)